# Comuna Almăj, Dolj
Almăj este o comună în județul Dolj, Oltenia, România, formată din satele Almăj (reședința), Bogea, Moșneni și Șitoaia.

## Obiective turistice
- Cula Barbu Poenaru [3] , din 1764. Prezintă încăperi boltite, cu picturi în frescă.

## Demografie
Componența etnică a comunei Almăj
     Români (95,2%)
     Alte etnii (0,33%)
     Necunoscută (4,46%)
Componența confesională a comunei Almăj
     Ortodocși (93,36%)
     Adventiști (1%)
     Alte religii (0,89%)
     Necunoscută (4,74%)
Conform recensământului efectuat în 2021, populația comunei Almăj se ridică la 1.792 de locuitori, în scădere față de recensământul anterior din 2011, când fuseseră înregistrați 1.974 de locuitori. Majoritatea locuitorilor sunt români (95,2%), iar pentru 4,46% nu se cunoaște apartenența etnică. Din punct de vedere confesional, majoritatea locuitorilor sunt ortodocși (93,36%), cu o minoritate de adventiști (1%), iar pentru 4,74% nu se cunoaște apartenența confesională.

## Politică și administrație
Comuna Almăj este administrată de un primar și un consiliu local compus din 11 consilieri. Primarul, Alin-Mădălin Gorjan[*], de la Partidul Social Democrat, este în funcție din 1 noiembrie 2024. Începând cu alegerile locale din 2024, consiliul local are următoarea componență pe partide politice:
|  | Partid                    | Consilieri | Componența Consiliului | Componența Consiliului | Componența Consiliului | Componența Consiliului | Componența Consiliului | Componența Consiliului | Componența Consiliului |
|  | ------------------------- | ---------- | ---------------------- | ---------------------- | ---------------------- | ---------------------- | ---------------------- | ---------------------- | ---------------------- |
|  | Partidul Social Democrat  | 7          |                        |                        |                        |                        |                        |                        |                        |
|  | Partidul Național Liberal | 2          |                        |                        |                        |                        |                        |                        |                        |
|  | Alianța Usr - Sens        | 2          |                        |                        |                        |                        |                        |                        |                        |